# Adam z Będkowa
Adam z Będkowa (łac. de Bantkow, de Bandkow) herbu Prus II (ur. w XIV wieku, zm. 16 października 1451 w Krakowie) – duchowny krakowski, kanonik katedralny, oficjał, wikariusz in spiritualibus, wieloletni archiprezbiter kościoła Mariackiego w Krakowie, notariusz publiczny.

## Życiorys
27 maja 1422 roku ukończył studia prawnicze w Bolonii z tytułem doktora dekretów. Od 1423 roku był wykładowcą prawa na Uniwersytecie Jagiellońskim.
W latach 1399–1412 był plebanem w Wolborzu. Od 1413-1450 roku piastował urząd kanonika i oficjała krakowskiego oraz proboszcza kościoła Mariackiego w Krakowie. Wzmianki o nim pojawiają się wielokrotnie w aktach Kapituły Krakowskiej a jego nazwisko widnieje na dyplomach podpisanych przez biskupa krakowskiego Wojciecha Jastrzębca, którego Adam w latach 1413–1418 był wikariuszem generalnym i oficjałem. Z racji zajmowanych stanowisk, uczestniczył w zagranicznych misjach dyplomatycznych. W 1424 roku Adam przebywał w Rzymie, o czym zaświadcza dokument z 17 stycznia 1424 roku wystawiony przez kancelarię papieską Marcina V, związany ze sprawą odwołania przez dominikanina Jana Falkenberga paszkwilu na króla Polski Jagiełłę. W 1429 roku uczestniczył w sporze prawników wiedeńskich i krakowskich dotyczącym uprawnień niekoronowanego przez papieża cesarza Zygmunt Luksemburskiego do kreowania królów. W 1450 roku zamienił stanowisko archiprezbitera kościoła Mariackiego na kanonię i prebendę kościoła w Kielcach. Ponadto Adam z Będkowa był kanonikiem gnieźnieńskim (1399–1447), krakowskim (1410), rudzkim (1410) poznańskim (1426), sandomierskim (1427) i dziekanem kieleckim w latach 1423–1427. Zmarł w Krakowie; pochowany został w katedrze krakowskiej.

## Działalność fundatorska
Był zamożnym człowiekiem. Wybudował dom przy ul. Kanonicznej 14 (wschodnia pierzeja) na ówczesnym placu należącym do wyposażenia altarii św. Agnieszki w katedrze oraz był fundatorem domu dla wikariuszy katedralnych tzw. „domu wspólnego” znajdującego się naprzeciw południowego wejścia do katedry (obecnie nieistniejący). Za kwotę 87 grzywien ufundował dwutomowy Antiphonarium de Sanctis antyfonarz dla katedry, znany obecnie również jako Antyfonarz Adama z Będkowa.
Jego fundacją pośmiertną był ołtarz śś. Heleny i Apolonii do kaplicy śś. Kosmy i Damiana znajdującej się przy zakrystii katedralnej, poświęcony w 1453 roku. Wykonawcą jego woli był biskup krakowski Tomasz Strzempiński.